# Colobothea sordida
Colobothea sordida là một loài bọ cánh cứng trong họ Cerambycidae.